# القاموس الوطني الاسترالي
القاموس الوطني الأسترالي هو قاموس تاريخي للغة الإنجليزية الأسترالية، يوجد به 16000 كلمة وعبارات ومعاني من أصل أسترالي واستخداماتها. وقد تم نشر الإصدار الأول من القاموس بتحرير دبليو اس رامسون، في عام 1988 بواسطة مطبعة جامعة أكسفورد؛ وتم تحرير الطبعة الثانية من قبل بروس مور في مركز القاموس الوطني الأسترالي ونشر في عام 2016.

## نبذة
يعتبر أول معجم حاول التوثيق المنهجي للكلمات الإنجليزية الأسترالية كان EE Morris الذي نشر له كتاب الإنجليزية الأسترالية في عام 1898. الأعمال الهامة التالية على الكلمات الأسترالية كانت سدني بيكر اللغة الاستراليه (1945) ومعجم جي أي ويكليس ' والعهجم الأسترالي العامي (1978). 
وبدا المشروع بالقاموس الوطني الأسترالي في اواخر ال1970 علي يد دبليو اس (بل)رامسون (1933–2011) في الجامعة الوطنية الأسترالية. وكان الدافع وراء رامسون هو عدم وجود عمل معجمي حول اللغة الإنجليزية الأسترالية حول المبادئ التاريخية، في تقاليد قاموس أكسفورد الإنجليزي . وحصل هذا المشروع على تمويل من مطبعة جامعة أكسفورد، ونشرت أكسفورد الطبعة الأولى من القاموس الوطني الأسترالي في عام 1988، بالتزامن مع الذكرى المئوية الثانية لتسوية أستراليا. وكان أول سجل شامل، قائم على أساس تاريخي للكلمات والعبارات التي تشكل المساهمة الأسترالية للغة الإنجليزية. يسجل التطور التاريخي للكلمات والعبارات والمعاني الأسترالية من استخدامها في أول وقت مذكوره حتى يومنا هذا، ويقدم دليلًا على هذا التاريخ في اقتباسات مؤرخة ومرجعية مستمدة من أكثر من 9000 مصدر أسترالي. تم توضيح التجارب والمحن لهذه العملية في كتاب رامسون الصور المعجمية (OUP ، 2005). النسخة الأولى من القاموس متاحة على الإنترنت.

## مركز القاموس الوطني الأسترالي
وقد استوصع مشروع القاموس الوطني الأسترالي إلى مركز القاموس الوطني الأسترالي في عام 1988، بتوقيع عقد بين مطبعة جامعة أكسفورد والجامعة الوطنية الأسترالية. كان دبليو إس رامسون أول رئيس للمركز (1988-1994). 
واشرف علي تحرير الطبعة الثانية من القاموس الوطني الأسترالي (2016) بروس مور، رئيس المركز في 1994-2011. إنه عمل توسع إلى مجلدين، يسجل تاريخ 16000 كلمة وعبارات ومعاني أسترالية. وقد تم التركيز في هذا الإصدار على الكثير من المصطلحات الجديدة المشتقه من لغات وثقافات السكان الأصليين من التعابير والعبارات العامية والإقليمية واللغة الإنجليزية للسكان الأصليين.

## المنشورات
- الطبعة الأولى (1988) (1988, ISBN 0-19-554736-5) ويشمل 10000 مصطلح أسترالي مع 57000 تعليقات مورخه بالمراجع
- الطبعة الثانية (2016، ISBN 978-0-19-555026-9) ويشمل 16000 مصطلح أسترالي مع 123000 تعليقات مؤرخه بالمراجع.

- الانطباع الأول (2016-12-06)

- صفحات مطبعة جامعة أكسفورد: القاموس الوطني الأسترالي، الطبعة الثانية
- صفحات الجامعة الوطنية الأسترالية: القاموس الوطني الأسترالي
- القاموس الوطني الأسترالي أون لاين